# ۵۶۲ (میلادی)
۵۶۲ (میلادی) پانصد و شصت و دومین سال تقویم میلادی است.

## رویدادها
نابودی هیاطله(هپتالیان) توسط ارتش ارتش ساسانی به فرماندهی خسرو انوشیروان(۵۶۲.م) 
درخواست کمک یمنی ها از انوشیروان دادگر (۵۶۲.م) 
نابودی پادشاهی کره ای گایا که با باکجه و شیلا همسایه بود.(۶۵۲.م) این پادشاهی توسط کیم سورو تشکیل شده بود. 
قرارداد صلح بین قیصر یوستینیان و انوشیروان(۵۶۲.م) 

## درگذشتگان
‎